# Острые миелобластные лейкозы
Острые миелобластные лейкозы — группа острых миелоидных лейкозов со злокачественным ростом миелобластов.

## Франко-американско-британская классификация
По франко-американо-британской (FAB) классификации, к острым миелобластным лейкозам относятся восемь типов миелоидных лейкозов — минимально дифференцированный острый миелобластный лейкоз (M0), острый миелобластный лейкоз без признаков созревания (M1), острый миелобластный лейкоз с признаками созревания (М2), промиелоцитарный, или острый промиелоцитарный лейкоз (ОПЛ) (М3), острый миеломоноцитарный лейкоз (М4), миеломоноцитарный сочетанный с эозинофилией костного мозга (М4ео), острый монобластный лейкоз (M5a) или острый моноцитарный лейкоз (M5b), острые эритроидные лейкозы, включая эритроцитарный лейкоз (M6a) и очень редкий чистый эритроидный лейкоз (M6b), острый мегакариобластный лейкоз (М7) и острый базофильный лейкоз (М8).

## Этиология
Описываются наблюдения развития острого миелобластного лейкоза у людей, перенёсших лучевую болезнь , контактирующих с бензолом (кожевенная индустрия в Турции, производство синтетических клеев и др.), принимавших цитостатические препараты, а также у страдающих наследственными заболеваниями — синдромом Дауна, анемией Фанкони, синдромом Блума.

## Морфология
Опухолевые клетки имеют типичные для миелобластов цитохимические маркеры: ШИК-положительную диффузно окрашенную цитоплазму, содержат липиды, пероксидазу, эстеразы. Опухолевые клетки инфильтрируют костный мозг, приобретающий макроскопически пиоидный вид, селезёнку, печень, лимфатические узлы, слизистую оболочку желудочно-кишечного тракта.

## Клинические проявления
Инфильтрация тканей опухолевыми клетками сопровождается язвенно-некротическими и геморрагическими осложнениями. В 1/3 случаев лейкозные инфильтраты обнаруживаются в легких («лейкозный пневмонит»), в 1/4 — в оболочках мозга («лейкозный менингит»). По иммунологическим фенотипам выделяют 6 вариантов заболевания.
Больные умирают от кровоизлияния в головной мозг, желудочно-кишечных кровотечений и инфекционных осложнений.

## Лечение
Лечение цитостатиками изменило проявления заболевания, удлинило жизнь больным.
За последние 10 лет благодаря применению новых подходов к лечению детей с ОМЛ с включением новых химиотерапевтических агентов и ТКМ удалось увеличить выживаемость больных до 50 %.